# Istorija Pakistana
Istorija Pakistana obuhvata istoriju regiona koji sačinjava današnji Pakistan. Ona je isprepletena sa istorijom šireg Indijskog potkontinenta i okolnih regiona Južne Azije, Istočne Azije, Centralne Azije i Bliskog Istoka. Smatra se da su anatomski moderni ljudi stigli u Pakistan pre 73 000 do 55 000 godina. Naseljeni život koji uključuje prelazak sa sakupljanja na poljoprivredu i pastoralizam, počeo je u Pakistanu oko 7000. p. n. e.. Domestikacija pšenice i ječma koja je ubrzo praćena pripitomljavanjem koza, ovaca i goveda, dokumentovana je u Mergaru u Beludžistanu. Do 4.500. p. n. e., naseljeni život je postao šire rasprostranjen, i na kraju je evoluirao u civilizaciju doline Inda, ranu civilizaciju Starog sveta koja je bila veća po kopnenoj površini od njenih savremenika Drevog Egipta i Mesopotamije zajedno. Ona je cvetala između 2.500. p. n. e. i 1.900 godine pne sa sedištima u Harapi i Mohendžo-daru, usredsređena uglavnom na Centralni i Južni Pakistan.
Civilizacija doline Inda bila je poznata po razvijenim novim tehnikama zanatstva, ukrasnih proizvoda, rezbarenja pečata, metalurgije, urbanističkog planiranja, kuća od pečene cigle, efikasnih drenažnih sistema, vodovodnih sistema i klastera velikih nestambenih zgrada. To je bila jedna od prvih civilizacija koja je koristila prevoz na točkovima u obliku volovskih kola, a takođe je koristila i čamce. Induska civilizacija je znatno zavisila od trgovine. Trgovinski putevi koji presecaju dolinu Inda i koji povezuju centralnu Aziju, Indijski potkontinent i Orijent privukli su ljude iz Grčke i Mongolije. Početkom drugog milenijuma pre nove ere klimatske promene su, uz stalne suše, dovele do napuštanja urbanih središta civilizacije doline Inda. Njeno stanovništvo se preselilo u manja sela i pomešalo se sa indo-arijskim plemenima, koji su se preselila u druga područja Indijskog potkontinenta u nekoliko talasa migracije, takođe pod uticajem posledica ove klimatske promene.
Istorija Pakistana za period koji je prethodio stvaranju zemlje 1947. godine zajednička je sa istorijama Avganistana, Indije i Irana. Obuhvaćajući zapadni prostor Indijskog potkontinenta i istočne granice Iranske visoravni, region današnjeg Pakistana služio je i kao plodno tlo velike civilizacije i kao ulaz Južne Azije u Srednju Aziju i Bliski Istok.

## Literatura
- The Imperial Gazetteer of India (26 vol, 1908–31), highly detailed description of all of Pakistan & India in 1901. complete text online
- Jalal, Ayesha ed (2012). The Oxford Companion to Pakistani History. Oxford University Press. 558 pp. Topical essays by leading scholars online review
- Burki, Shahid Javed. (1991). Pakistan: Fifty Years of Nationhood (3rd изд.). 1999.
- Jaffrelot, Christophe (2004). A history of Pakistan and its origins. London: Anthem Press. ISBN 978-1-84331-149-2..
- Qureshi, Ishtiaq Husain (1967). A Short history of Pakistan. Karachi: University of Karachi..
- Talbot, Ian (2010). Pakistan: A Modern History. ISBN 0230623042..
- Ziring, Lawrence (1997). Pakistan in the twentieth century : a political history. ISBN 978-0-19-577816-8.. Karachi; New York: Oxford University Press.
- Ahmed, Akbar S (1976). Millennium and charisma among Pathans : a critical essay in social anthropology. ISBN 978-0-7100-8348-7.. London; Boston: Routledge & Kegan Paul.
- Allchin, Bridget; Allchin, F. Raymond. The rise of civilization in India and Pakistan. 1982. ISBN 978-0-521-24244-8.. Cambridge; New York: Cambridge University Press.
- Baluch, Muhammad Sardar Khan (1977). History of the Baluch race and Baluchistan. Quetta: Gosha.-e-Adab.
- Weiner, Myron; Ali Banuazizi (1994). The Politics of social transformation in Afghanistan, Iran, and Pakistan. Syracuse, New York: Syracuse University Press. ISBN 978-0-8156-2608-4..
- Bhutto, Benazir (1988). Daughter of the East. London: Hamilton. ISBN 978-0-241-12398-0..
- Bosworth, Clifford Edmund (1963). The Ghaznavids; their empire in Afghanistan and eastern Iran, 994 : 1040. Edinburgh: University Press..
- Bosworth, Clifford Edmund (1977). The later Ghaznavids: splendour and decay. New York: Columbia University Press. ISBN 978-0-231-04428-8..
- Bryant, Edwin F. (2001). The quest for the origins of Vedic culture : the Indo-Aryan migration debate. ISBN 978-0-19-513777-4.. Oxford; New York: Oxford University Press.
- Choudhury, G.W. (1975). India, Pakistan, Bangladesh, and the major powers: politics of a divided subcontinent., by a Pakistani scholar; Covers 1946 to 1974.
- Dixit, J. N (2002). India-Pakistan in War & Peace..  online]
- Lyon, Peter (2008). Conflict between India and Pakistan: An Encyclopedia.
- Pande, Aparna (2011). Explaining Pakistan’s foreign policy: escaping India. Routledge..
- Sattar, Abdul (2013). Pakistan's Foreign Policy, 1947-2012: A Concise History (3rd изд.). Oxford University Press..
- Cohen, Stephen P. (2004). The idea of Pakistan. ISBN 978-0-8157-1502-3.. Washington, D.C.: Brookings Institution.
- Davoodi, Schoresch & Sow, Adama (2007): The Political Crisis of Pakistan in 2007 – EPU Research Papers: Issue 08/07, Stadtschlaining
- Esposito, John L (1999). The Oxford history of Islam. ISBN 978-0-19-510799-9.. New York, N.Y.: Oxford University Press.
- Gascoigne, Bamber (2002). A Brief History of the Great Moguls. New York: Carroll. ISBN 978-0-7867-1040-9.& Graf Publishers.
- Gauhar, Altaf (1996). Ayub Khan, Pakistan's first military ruler. ISBN 978-0-19-577647-8.. Oxford; New York: Oxford University Press.
- Hardy, Peter (1972). The Muslims of British India. London: Cambridge University Press. ISBN 978-0-521-08488-8..
- Hopkirk, Peter (1992). The Great Game : the struggle for empire in Central Asia. New York: Kodansha International. ISBN 978-4-7700-1703-1..
- Iqbal, Muhammad (1934). The reconstruction of religious thought in Islam. London: Oxford University Press..
- Kahn, Yasmin (2008). The Great Partition: The Making of India and Pakistan.
- Kenoyer, Jonathan Mark (1998). Ancient cities of the Indus valley civilization. Karachi: Oxford University Press. ISBN 978-0-19-577940-0..
- Moorhouse, Geoffrey (1992). To the frontier: a journey to the Khyber Pass. New York: H. ISBN 978-0-8050-2109-7.. Holt.
- Raja, Masood Ashraf (2010). Constructing Pakistan: Foundational Texts and the Rise of Muslim National Identity. ISBN 978-0-19-547811-2., 1857–1947, Oxford
- Sidky, H (2000). The Greek kingdom of Bactria : from Alexander to Eucratides the Great. Lanham, Maryland: University Press of America. ISBN 978-0-7618-1695-9..
- Sisson, Richard, Leo E. Rose, eds. (1991). War and Secession: Pakistan, India, and the Creation of Bangladesh.
- Spear, Percival  [First published 1965]. A History of India. 1990. ISBN 978-0-14-013836-8.. Volume 2. New York: Penguin.
- Tarn, William Woodthorpe (1951). The Greeks in Bactria and India. Cambridge: Cambridge University Press..
- Thackston, Wheeler M.; Robert Irwin (1996). The Baburnama: Memoirs of Babur, Prince and Emperor. Oxford: Oxford University Press. 1996. ISBN 978-0-19-509671-2.
- Thapar, Romila  [First published 1965]. A History of India. 1990. ISBN 978-0-14-013835-1.. Volume 1. New York: Penguin.
- Welch, Stuart Cary (1978). Imperial Mughal painting. New York: George Braziller. ISBN 978-0-8076-0870-8..
- Wheeler, Robert Eric Mortimer (1950). Five thousand years of Pakistan : an archaeological outline. London: C.. Johnson.
- Wheeler, Robert Eric Mortimer (1959). Early India and Pakistan: to Ashoka. New York: Praeger..
- Wolpert, Stanley A (1984). Jinnah of Pakistan. New York: Oxford University Press. ISBN 978-0-19-503412-7..

## Spoljašnje veze
- Istorija Pakistana na veb-sajtu  (језик: енглески)
- the History of Pakistan (Викиатлас)